# The Aviary
The Aviary – drugi album studyjny szwedzkiego duetu Galantis, wydany 15 września 2017 roku przez Big Beat i Atlantis Records.

## Lista utworów
1. "True Feeling" – 3:58
2. "Hey Alligator" – 3:29
3. "Girls on Boys" (Galantis & Rozes) – 2:59
4. "Salvage (Up All Night)" (feat. Poo Bear) – 3:17
5. "Tell Me You Love Me" (Galantis & Throttle) – 3:10
6. "Hello" – 3:43
7. "Hunter" – 3:04
8. "Written in the Scars" (feat. Wrabel) – 3:23
9. "Call Me Home" – 3:25
10. "Love on Me" (Galantis & Hook N Sling) – 3:25
11. "Pillow Fight" – 3:17
12. "No Money" – 3:10